# Hilary Smart
Hilary Smart (Nova Iorque, 29 de julho de 1925 — Weston, 8 de janeiro de 2000) é um velejador estadunidense, campeão olímpico.

## Carreira
Hilary Smart consagrou-se campeão olímpico ao vencer a série de regatas da classe Star nos Jogos Olímpicos de Verão de 1948 em Londres ao lado de seu pai Paul Smart.
Smart formou-se na The Choate School e em 1947 no Harvard College. Enquanto estudante em Harvard, ele foi membro do Varsity Club, do Delphic Club, da Crimson Key Society (um dos fundadores) e do Hasty Pudding Club. Depois de competir nas Olimpíadas, Smart continuou velejando na classe Star por quase cinquenta anos, qualificando-se duas vezes para o Campeonato Mundial.